# Chris DeGarmo
Chris DeGarmo född 1963 i Wenatchee, Washington, var gitarrist och låtskrivare i Queensrÿche under åren 1981-1998. DeGarmo lämnade bandet strax efter Hear in the Now Frontier-turnén, som avslutades i Buenos Aires den 13 december 1997. DeGarmo valde att istället lämna musikbranschen och satsa på en karriär som pilot.
2001 spelade han in EP'n Microfish som projektet Spys4Darwin tillsammans med Sean Kinney och Michael Inez från Alice In Chains, och sångaren Vinnie Dombroski. DeGarmo spelade även gitarr i låten Anger Rising på Jerry Cantrells album Degradation Trip, 2002.
DeGarmo återvände, och var med och skrev 5 av låtarna på Queensryches album Tribe som släpptes 2003. DeGarmo medverkade även på några promotion-bilder, men valde att inte fortsätta som medlem i bandet.
Den 8 januari 2011 uppträdde DeGarmo tillsammans med Michael Wilton, Michael Inez och trummisen Ben Smith, i pausen på Qwest Field, i matchen mellan Seattle Seahawks och New Orleans Saints.
2015 släppte DeGarmo en EP tillsammans med hans dotter Rylie DeGarmo som The Rue.
2018 spelade DeGarmo akustisk gitarr i låten Drone på Alice in Chains album Rainier Fog.

## Utmärkelser
DeGarmo och Geoff Tates låt I Don't Believe in Love från 1988, nominerades till en Grammy Award for "Best Metal Performance". DeGarmo skrev Queensrÿches låt från 1990, Silent Lucidity, som klättrade till #9 på Billboard Hot 100 och till #1 på Billboard Album Rock Tracks och nominerades till Grammy Award i två klasser. Låten vann även MTV Video Music Award – Viewer’s Choice 1991.